# 아처 마틴
아처 존 포터 마틴(영어: Archer John Porter Martin, FRS, 1910년 3월 1일 ~ 2002년 7월 28일)은 영국의 화학자이다. 1952년에 분배 크로마토그래피를 연구·발명한 공로로 리처드 싱과 함께 노벨 화학상을 수상했다.

## 수상 경력
- 1952년 : 노벨 화학상
- 1959년 : John Price Wetherill Medal